# Font de l'Esquerda
La Font de l'Esquerda es troba al Parc de la Serralada Litoral, la qual és així anomenada perquè l'aigua goteja per una esquerda interior de la roca i es recull en una tolla dins d'una cova sota la roca.

## Descripció
Dins de la cova hi ha diverses estructures artificials (una bancada, una petita pica, un canalet, etc.) i cal dur una llanterna per observar-ho bé. Hom creu que no s'ha assecat mai. En temporada de pluges, la cova queda totalment negada d'aigua i s'hi forma un petit llac.

## Observacions
Els habitants de la zona li atorgaven propietats curatives i era molt emprada per la gent d'Alella i El Masnou en temps d'epidèmies de tifus i còlera. En el replà de la font es troba el Plàtan de la Font de l'Esquerda, el qual fou catalogat com a arbre singular per l'Ajuntament d'Alella.

## Accés
És ubicada a Alella: al final del carrer Berguedà (de la urbanització El Mas Coll d'Alella) surt un camí que s'enfila cap a la muntanya. A 150 metres trobem un sender, a mà esquerra i en baixada, que de seguida ens deixa a la font. Per accedir-hi hi ha uns quants esglaons i un senzill portal de totxo.